# Kafkova vila
Vila Bohumila Kafky s ateliérem čp. 484, Na Ořechovce 41, Praha 6-Střešovice, kterou navrhl architekt Pavel Janák pro sochaře Bohumila Kafku. 

## Popis
Vila sochaře Bohumila Kafky a jeho ženy Berty je obdélného půdorysu se vstupní halou, kuchyní a jídelnou v přízemí, ložnicemi s koupelnou v patře a obytným podkrovím. Na hmotu patrové obytné části se sedlovou střechou navazuje na západní straně přízemní sochařský ateliér, rovněž obdélného půdorysu, otevírající se na severní straně do ulice velkorysým prosklením. Spodní svislá část proskleného ateliérového okna přechází zaoblením v šikmou střechu, na kterou navazuje plochá část s terasou přístupnou z prvního patra vily. Zajímavé je řešení exteriéru vily, kde strohý obvodový plášť z režného zdiva oživují promyšlené detaily nadpraží a říms, mírně vystupující z plochy zdiva a zvýrazněné svisle kladenými cihlami. Dominantní je samozřejmě prosklená hmota ateliéru se stupňovitě ukončeným štítem z režného zdiva. Dekorativními prvky jsou pak nadpraží vchodu, trojúhelníkový ornament v ploše zdiva štítu, či zajímavá komínová tělesa.
Architekt Janák v této vile citlivě snoubí nároky na obytný a pracovní prostor obklopený přírodním prostředím. Dům nezapře ve 20. letech oblíbenou inspiraci anglickými a holandskými stavbami rodinných domů z režného zdiva, hojně publikovanými v tehdejších československých odborných časopisech.
Manželství Bohumila a Berty Kafkových zůstalo bezdětné. Vdova po sochaři zemřela roku 1965 a dům odkázala své pečovatelce, jejíž rodina jej vlastní podnes. Na život strávený v tomto domě upozorňuje nápis nad hlavním vchodem do domu „ZDE ŽIL BOHUMIL KAFKA ČESKÝ SOCHAŘ“, nad kterým je sochařova reliéfní busta.
V zahradě upoutá Kafkova bronzová socha Orfea z roku 1922. Nahá klečící postava muže v mírně nadživotní velikosti se zakloněnou hlavou vzpíná k nebi obě ruce, v pravé drží lyru.
V roce 1958 byl dům s ateliérem i s přilehlou zahradou prohlášen za nemovitou kulturní památku.
Objekt prošel rekonstrukcí po roce 1991, kdy byl upraven ateliér a vyměněna subtilní konstrukce ateliérového prosklení za novou.